# Superleague Formula 2009: The Game
Superleague Formula 2009: The Game é um jogo eletrônico simulador de corridas desenvolvido e publicado pela Image Space Incorporated em 2009 para Microsoft Windows.
O jogo utiliza todas as 18 equipes da temporada 2009 exceto o Al Ain, também oferece como opção os 6 circuitos utilizados na temporada: Circuito de Nevers Magny-Cours, Circuito de Zolder, Donington Park, Autódromo do Estoril, Autódromo Nacional de Monza e Circuito del Jarama.